# Косанулы, Аккоз-батыр
Аккоз-батыр Косанулы (каз. Ақкөз-батыр Қосанұлы 1859 — 1921, Новотроицкое, Туркестанская АССР, РСФСР) —  казахский батыр и предводитель национально-освободительного восстания 1916 года в семи волостях Меркенского и Куланского регионов Туркестанской АССР. Предводитель национально-освободительного восстания казахов в семи волостях Меркенского и Куланского регионов. Происходит из рода Ботбай племени Дулат Старшего жуза.

## Биография
Аккоз-батыр Косанулы родился в 1859 году в семье, принадлежащей к роду Ботпай племени Дулат Старшего жуза. С ранних лет он проявлял лидерские качества и стремление к справедливости.
До восстания 1916 года Аккоз занимал должность волостного управляющего в Корагатинской волости, что обеспечило ему известность среди казахского населения региона. В 1916 году царское правительство издало указ о мобилизации казахов на тыловые работы, что вызвало волнения. Аккоз-батыр стал одним из лидеров восстания в Меркенском и Куланском регионах. Он собрал отряд численностью около 2000 человек, вооружённых преимущественно холодным оружием. В августе 1916 года повстанцы атаковали Мерке, но были разбиты правительственными войсками. После поражения Аккоз был арестован и заключён в Аулиеатинскую тюрьму.
В конце августа 1916 года около 2000 местные жители вооружённых копьями, топорами, дубинками, напали на Мерке. Их уничтожил отряд правительственных войск, высланный из Ташкента. Отряд атаковал Мерке, однако был разгромлен правительственными войсками, прибывшими из Ташкента. Аккоз-батыр был арестован и заключён в тюрьму. В тюрьме он подвергался допросам и пыткам, но не выдал своих соратников. После Октябрьской революции 1917 года он был освобождён. Вернувшись домой, он продолжил общественную деятельность, помогая населению.
В 1919 году в селе Новотроицкое он подвергся нападению бандитов. Полученные травмы оказались смертельными, и в 1921 году он скончался. Память о нём жива среди потомков и жителей региона. В Меркенском районе Жамбылской области его именем названа школа №18. Также его именем названы улицы и сельские округа в различных регионах Казахстана.
После Октябрьской революции был освобождён. В 1919 году в Новотроицком подвергся нападению бандитов, после чего скончался в 1921 году.

## Среднеазиатское восстание
Восстание под его руководством стало частью Среднеазиатского восстания 1916 года. Это восстание охватило территории современного Казахстана, Кыргызстана и Узбекистана. Причиной восстания стало недовольство колониальной политикой и мобилизацией на тыловые работы. Повстанцы стремились защитить свои земли и традиционный образ жизни.
Несмотря на поражение, восстание стало важным этапом в истории национального движения. Аккоз-батыр стал одним из символов этого сопротивления. Его мужество и решимость вдохновляли последующие поколения борцов за независимость.

## Память
В честь Аккоза-батыра названа общеобразовательная школа №18 в Меркенском районе Жамбылской области Казахстана.
Историки отмечают его вклад в национально-освободительное движение казахского народа. Он считается одним из героев сопротивления колониальной политике Российской империи. Его жизнь и деятельность изучаются в школах и университетах Казахстана.
В 2009 году отмечалось 150-летие со дня его рождения. В честь этой даты были организованы научные конференции и памятные мероприятия.
Его имя упоминается в казахской национальной энциклопедии. Он стал символом борьбы за свободу и независимость казахского народа.

## Настоящее время
В литературе и фольклоре он изображается как герой и защитник народа. Его образ присутствует в песнях и преданиях казахского народа.
Современные исследователи продолжают изучать его жизнь и деятельность.
Архивные документы и воспоминания современников помогают восстановить полную картину его биографии. Его имя включено в списки национальных героев Казахстана. В музеях страны представлены экспозиции, посвящённые его жизни.

## Влияние на молодое поколение
Аккоз-батыр Косанулы навсегда останется в истории как герой казахского народа. Его жизнь и борьба служат напоминанием о важности национального единства и независимости.
Он стал символом мужества, отваги и преданности своей земле в одном из самых трагических и значимых периодов истории Центральной Азии.
Он является примером патриотизма и самоотверженности для молодёжи. Его наследие продолжает вдохновлять на борьбу за справедливость и свободу.
Аккоз-батыр Косанулы навсегда останется в истории как герой казахского народа. Его жизнь и борьба служат напоминанием о важности национального единства и независимости. Память о нём бережно хранится в коллективной исторической памяти казахского народа, вдохновляя новые поколения сохранять культурную самобытность и защищать суверенитет страны.